# Omneberget
Omneberget este o arie protejată (arie specială de conservare — SAC, sit de importanță comunitară — SCI) din Suedia întinsă pe o suprafață de 29,6 ha, integral pe uscat.

## Localizare
Centrul sitului Omneberget este situat la coordonatele 62°57′27″N 18°20′22″E / 62.9575°N 18.3395°E.

## Înființare
Situl Omneberget a fost declarat sit de importanță comunitară în ianuarie 1998 pentru a proteja un număr necunoscut de specii din flora spontană și fauna sălbatică aflate în arealul zonei. Situl a fost protejat și ca arie specială de conservare în martie 2011.

## Biodiversitate
Situată în ecoregiunea boreală, aria protejată conține 4 habitate naturale: Păduri pe pante, grohotișuri și ravene de Tilio-Acerion, Taiga vestică, Păduri fino-scandinave bogate în ierburi cu Picea abies, Pante stâncoase silicioase cu vegetație casmofită.
La baza desemnării sitului se află un număr nedeclarat de specii protejate.